# Timus
Timusul  este o glandă cu structură mixtă, cu rol de epiteliu secretor și organ limfatic. Este localizat retrosternal. Acesta se dezvoltă în copilărie, atingând un maxim în pubertate, după care involuează. Este un organ mic, situat în cavitatea toracală, între cei doi plămâni (partea posterioară a sternului). Acesta face parte din sistemul endocrin.

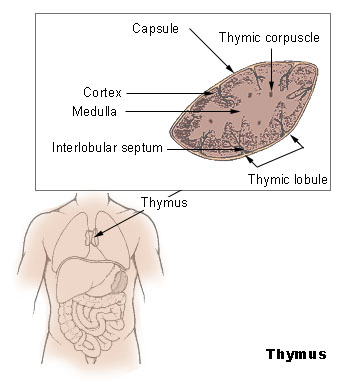
Poziția timusului

Timusul constă din 2 lobi inegali, drept și stâng, de culoare cenușie, uniți între ei. Este acoperit cu o capsulă conjunctivă de la care pornesc spre interior prelungiri (septuri) ce împart lobii în lobuli. 
Arterele care furnizează timusul sunt ramuri ale arterelor toracice interne și ale arterelor tiroidiene inferioare, cu ramuri din artera tiroidiană superioară observate uneori. Ramurile ajung în timus și călătoresc cu septurile capsulei în zona dintre cortex și medular, unde intră în timus propriu-zis; sau, alternativ, intră direct în capsulă.
Venele timusului, venele timice, se termină în vena brahiocefalică stângă, vena toracică internă și în venele tiroidiene inferioare. Uneori, venele se termină direct în vena cavă superioară.
Vasele limfatice se deplasează numai departe de timus, însoțind arterele și venele. Acestea se scurg în ganglionii limfatici brahiocefalici, traheobronșici și parasternali.
Nervii care alimentează timusul provin din nervul vag și din lanțul simpatic cervical. Ramurile din nervii frenici ajung la capsula timusului, dar nu intră în timusul propriu-zis.

## Funcții
- Maturizarea celulelor-T (timocitelor) (asigură imunitatea celulară);
- Eliminarea reaplicelor autoagresive ale celulelor-T, care provoacă omului așa-numitele boli autoimune;
- Producerea hormonului de creștere la copii (timopoetină);
- Produce celulele albe din sânge, numite limfocite, care protejează organismul împotriva infecțiilor.[2]
- Dacă timusul nu funcționează corect, putem ajunge cu prea puține celule T pentru a ne proteja, aceasta se numește imunodeficiență, sau putem produce celule T care ne atacă propriul organism, ceea ce se numește autoimunitate.[3]

## Variație
Cei doi lobi diferă ușor ca mărime, lobul stâng de obicei mai sus decât cel drept. Țesutul timic poate fi găsit împrăștiat pe sau în jurul glandei și, ocazional, în interiorul tiroidei. Timusul la copii se întinde variabil în sus, uneori până la nivelul glandei tiroide.

## Microanatomie
Timusul este format din doi lobi, îmbinați în mijloc, înconjurat de o capsulă care se extinde cu vase de sânge în interior. Lobii constau dintr-un cortex exterior bogat în celule și o medulă interioară mai puțin densă. Lobii sunt împărțiți în lobuli mai mici, cu diametrul de 0,5-2 mm, între care extrudează inserții radiante din capsulă de-a lungul septelor.
Cortexul este alcătuit în principal din timocite și celule epiteliale. Timocitele, celule T imature, sunt susținute de o rețea de celule reticulare epiteliale fin ramificate, care este continuă cu o rețea similară în medular. Această rețea formează o adventiție la vasele de sânge, care intră în cortex prin septuri lângă joncțiunea cu medulara. În timus sunt prezente și alte celule, inclusiv macrofage, celule dendritice și o cantitate mică de celule B, neutrofile și eozinofile.
În medular, rețeaua de celule epiteliale este mai grosieră decât în cortex, iar celulele limfoide sunt relativ mai puține ca număr. Corpurile concentrice, asemănătoare cuiburilor, numite corpusculi lui Hassall (numiți și corpusculi timici) sunt formate prin agregarea celulelor epiteliale medulare. Acestea sunt spirale concentrice, stratificate de celule epiteliale, care cresc în număr de-a lungul vieții. Acestea sunt rămășițele tuburilor epiteliale, care cresc din a treia pungă faringiană a embrionului pentru a forma timusul.

## Structura timusului
Timusul este un organ care se află în spatele sternului în partea superioară a pieptului, întinzându-se în sus spre gât. La copii, timusul este gri-roz, moale și lobulat pe suprafețele sale. La naștere are aproximativ 4–6 cm lungime, 2,5–5 cm lățime și aproximativ 1 cm grosime. El crește în dimensiune până la pubertate, unde poate avea o dimensiune de aproximativ 40–50 g, după care scade în dimensiune într-un proces cunoscut sub numele de involuție.
Timusul este situat în mediastinul anterior. Este format din doi lobi care se întâlnesc în linia mediană superioară și se întind de sub tiroida în gât până la nivelul cartilajului celei de-a patra coaste. Lobii sunt acoperiți de o capsulă. Timusul se află în spatele sternului, se sprijină pe pericard și este separat de arcul aortic și de vasele mari printr-un strat de fascie. Vena brahiocefalică stângă poate fi chiar încorporată în timus. În gât, se află pe partea frontală și laterală a traheei, în spatele mușchilor sternohioid și sternotiroidian.

## Involuție
Timusul continuă să crească după naștere atingând dimensiunea maximă relativă până la pubertate. Este cel mai activ în viața fetală și neonatală. Crește până la o masă de 20 până la 50 de grame până la pubertate. Apoi începe să scadă în dimensiune și activitate într-un proces numit involuție timică. După primul an de viață, cantitatea de celule T produsă începe să scadă. Grăsimea și țesutul conjunctiv umple o parte a volumului timic. În timpul involuției, timusul scade în dimensiune și activitate. Celulele adipoase sunt prezente la naștere, dar cresc în mărime și număr semnificativ după pubertate, invadând glanda din pereții dintre lobuli mai întâi, apoi în cortex și medulară. Acest proces continuă până la bătrânețe, unde timusul poate fi dificil de detectat, fie cu un microscop, fie cu ochiul uman, deși de obicei cântărește 5-15 grame. În plus, există un număr tot mai mare de dovezi care arată că involuția timică legată de vârstă se găsește la majoritatea, dacă nu la toate, speciile de vertebrate cu timus, sugerând că acesta este un proces evolutiv care a fost conservat.
Atrofia se datorează nivelului crescut de circulație al hormonilor sexuali, iar castrarea chimică sau fizică a unui adult duce la creșterea dimensiunii și a activității timusului. Boala severă sau infecția cu virusul imunodeficienței umane pot duce, de asemenea, la involuție.